# Bentley (Alberta)
Pour les articles homonymes, voir Bentley.
Bentley est une ville (town) du Comté de Lacombe, située dans la province canadienne d'Alberta.

## Démographie
En tant que localité désignée dans le recensement de 2011, Bentley a une population de 1 073 habitants dans 440 de ses 469 logements logements, soit une variation de -0.9% avec la population de 2006. Avec une superficie de 2,301 0 km2, la ville possède une densité de population de 466,319 0 hab/km2 en 2011.
Concernant le recensement de 2006, Bentley abritait 1 083 habitants dans 425 de ses 445 logements logements. Avec une superficie de 2,301 0 km2, la ville possédait une densité de population de 470,7 hab/km2 en 2006.
| 2001  | 2006  | 2011  | 2016  |
| ----- | ----- | ----- | ----- |
| 1 040 | 1 083 | 1 073 | 1 078 |